# Reggie Perry
Reginald "Reggie" Jordan Perry (nascido em 21 de março de 2000) é um americano jogador de basquete profissional do Brooklyn Nets da National Basketball Association (NBA), em um contrato de mão dupla com o Long Island Nets da NBA G League.
Ele jogou basquete universitário na Universidade Estadual do Mississippi e foi selecionado pelo Los Angeles Clippers como a 57ª escolha geral no Draft da NBA de 2020.

## Carreira no ensino médio
Perry estudou na Thomasville High School em Thomasville, Geórgia. Em sua última temporada, ele teve médias de 22 pontos e 11 rebotes, sendo eleito o Jogador do Ano da Classe 2A da Geórgia e levando Thomasville ao seu primeiro título estadual. Em março de 2018, Perry jogou no McDonald's All-American Game.

### Recrutamento
Em 17 de agosto de 2016, Perry se comprometeu a jogar basquete universitário pela Universidade do Arkansas, mas em julho seguinte, ele se retirou do programa.
Em 17 de julho de 2017, ele se comprometeu com a Universidade Estadual do Mississippi. Perry foi considerado um recruta de cinco estrelas pela Rivals e um recruta de quatro estrelas pela ESPN e pela 247Sports.
| Informações de recrutamento | Informações de recrutamento            | Informações de recrutamento | Informações de recrutamento | Informações de recrutamento | Informações de recrutamento |
| Nome | Cidade Natal                           | Escola/Universidade         | Altura                      | Peso                        | Data da revisão             |
| --- | -------------------------------------- | --------------------------- | --------------------------- | --------------------------- | --------------------------- |
| Reggie Perry PF | Thomasville, GA                        | Thomasville (GA)            | 2,03 m                      | 108 kg                      | 17 de julho de 2017         |
| Reggie Perry PF | Recrutamento: Rivais: ESPN: 247sports: |                             |                             |                             |                             |
| Classificação geral de novatos: Rivals: 29º \| 247sports: 35º \| ESPN: 29º |                                        |                             |                             |                             |                             |
| - Nota : Em muitos casos, Scout, Rivals, 247Sports e ESPN podem entrar em conflito em suas listas de altura e peso, nestes casos, a média foi obtida. - Nota: A ESPN mede os calouros numa escala de 0 a 100. - Fonte: |                                        |                             |                             |                             |                             |

## Carreira universitária
Como calouro em Mississippi, Perry teve médias de 9,7 pontos e 7,2 rebotes. Em 23 de fevereiro de 2019, ele marcou 21 pontos, o recorde de sua carreira, contra Carolina do Sul. Após a temporada, Perry se declarou para o Draft de 2019 e compareceu ao draft combine, mas retirou-se do draft para retornar aos Bulldogs.
Em 5 de novembro de 2019, em sua estreia no segundo ano, ele registrou 13 pontos, sete rebotes e três assistências em uma vitória sobre FIU. No final da temporada regular, Perry foi nomeado para a Primeira-Equipe da SEC. Em seu segundo ano, Perry teve médias de 17,4 pontos e 10,1 rebotes. Após a temporada, ele se declarou para o Draft de 2020.

## Carreira profissional
Em 18 de novembro de 2020, Perry foi selecionado pelo Los Angeles Clippers com a 57ª escolha geral no Draft de 2020. Ele foi posteriormente negociado com o Brooklyn Nets em 19 de novembro. Em 27 de novembro, Perry assinou com os Nets. Em 19 de dezembro, seu contrato foi convertido em um contrato de mão dupla. Segundo o acordo, ele dividiria o tempo entre o Nets e seu afiliado da NBA G League, o Long Island Nets.

## Carreira na seleção
Perry foi convocada à seleção sub-19 dos Estados Unidos para a Campeonato Mundial de Basquetebol Sub-19 de 2019 em Heraklion, Grécia. Em 5 de julho de 2019, ele registrou 28 pontos e oito rebotes na vitória por 95-80 nas quartas de final sobre a Rússia. Em sete jogos no torneio, Perry teve médias de 13,1 pontos, 7,9 rebotes e 1,4 roubos de bola, levando os Estados Unidos à medalha de ouro. Ele foi nomeado MVP do torneio e se juntou ao companheiro de equipe Tyrese Haliburton na Equipe Ideial do torneio.

## Estatísticas

### Universidade
| Ano      | Equipe            | PJ | PT | MPJ  | AP   | 3P   | LL   | RT   | AS  | BR | TO  | PPJ  |
| -------- | ----------------- | -- | -- | ---- | ---- | ---- | ---- | ---- | --- | -- | --- | ---- |
| 2018–19  | Mississippi State | 34 | 18 | 23.9 | .502 | .282 | .716 | 7.2  | .6  | .6 | .7  | 9.7  |
| 2019–20  | Mississippi State | 31 | 31 | 31.1 | .500 | .324 | .768 | 10.1 | 2.3 | .8 | 1.2 | 17.4 |
| Carreira | Carreira          | 65 | 49 | 27.5 | .501 | .303 | .742 | 8.6  | 1.4 | .7 | .9  | 13.5 |

Fonte:

## Vida pessoal
O pai de Perry, Al Perry, jogou basquete na Universidade Estadual do Mississippi em meados da década de 1970. Ele registrou 510 assistências em sua carreira, atualmente a terceira maior na história do programa.